# Jacobus van Aragón
Jacobus van Aragón (29 september 1296 — Tarragona, juli 1334) was de oudste zoon van koning Jacobus II van Aragón die zijn aanspraak op de kroon opgaf om monnik te worden.

## Biografie
Jacobus van Aragón werd geboren als de oudste zoon en erfgenaam van Jacobus II en Blanca van Anjou. In zijn jeugd werd hij door zijn vader benoemd tot procureur-generaal om diens gerechtelijke zaken af te wikkelen. In 1308 werd hij verloofd met prinses Eleonora van Castilië. Na de verloving verhuisde hij naar Aragón om daar opgevoed te worden tot de toekomstige koning. Tien jaar later gaf Jacobus aan bij zijn vader dat hij de verloving wilde verbreken, afstand wilde doen van de troon om een monastiek leven te gaan leiden.
De vader van Jacobus ging hier in eerste instantie niet mee akkoord, waardoor de onderlinge verhouding verslechterde. Uiteindelijk gaf de koning toch toe aan de eisen van zijn zoon. Hierop trok Jacobus op 22 december van het jaar 1319 in het klooster in. Zijn jongere broer Alfons werd de troonopvolger. In eerste instantie ging Jacobus bij de Orde van Sint-Jan van Jeruzalem, maar die orde verliet hij na een paar jaar om toe te treden tot de lokale monastieke Orde van Onze Lieve Vrouwe van Montesa.

## Voorouders
| Voorouders van Jacobus van Aragón | Voorouders van Jacobus van Aragón                                    | Voorouders van Jacobus van Aragón                                    | Voorouders van Jacobus van Aragón                                       | Voorouders van Jacobus van Aragón                                       | Voorouders van Jacobus van Aragón                                        | Voorouders van Jacobus van Aragón                                        | Voorouders van Jacobus van Aragón                                         | Voorouders van Jacobus van Aragón                                         |
| --------------------------------- | -------------------------------------------------------------------- | -------------------------------------------------------------------- | ----------------------------------------------------------------------- | ----------------------------------------------------------------------- | ------------------------------------------------------------------------ | ------------------------------------------------------------------------ | ------------------------------------------------------------------------- | ------------------------------------------------------------------------- |
| Overgrootouders                   | Jacobus I van Aragón (1208-1276) ∞ Jolanda van Hongarije (1215-1251) | Jacobus I van Aragón (1208-1276) ∞ Jolanda van Hongarije (1215-1251) | Manfred van Sicilië (1232-1266) ∞ 1270 Beatrix van Savoye ( (1223-1259) | Manfred van Sicilië (1232-1266) ∞ 1270 Beatrix van Savoye ( (1223-1259) | Karel van Anjou (1227-1285) ∞ 1246 Beatrix van Provence (1234-1267)      | Karel van Anjou (1227-1285) ∞ 1246 Beatrix van Provence (1234-1267)      | Stefanus V van Hongarije (1239-1272) ∞ Elisabeth van Koemanië (1240-1290) | Stefanus V van Hongarije (1239-1272) ∞ Elisabeth van Koemanië (1240-1290) |
| Grootouders                       | Peter III van Aragón (1239-1285) ∞ Constance van Sicilië (1249-1302) | Peter III van Aragón (1239-1285) ∞ Constance van Sicilië (1249-1302) | Peter III van Aragón (1239-1285) ∞ Constance van Sicilië (1249-1302)    | Peter III van Aragón (1239-1285) ∞ Constance van Sicilië (1249-1302)    | Karel II van Napels (1254-1309) ∞ 1270 Maria van Hongarije ( (1257-1323) | Karel II van Napels (1254-1309) ∞ 1270 Maria van Hongarije ( (1257-1323) | Karel II van Napels (1254-1309) ∞ 1270 Maria van Hongarije ( (1257-1323)  | Karel II van Napels (1254-1309) ∞ 1270 Maria van Hongarije ( (1257-1323)  |
| Ouders                            | Jacobus II van Aragón (1267-1327) ∞ Blanca van Anjou (1280-1310)     | Jacobus II van Aragón (1267-1327) ∞ Blanca van Anjou (1280-1310)     | Jacobus II van Aragón (1267-1327) ∞ Blanca van Anjou (1280-1310)        | Jacobus II van Aragón (1267-1327) ∞ Blanca van Anjou (1280-1310)        | Jacobus II van Aragón (1267-1327) ∞ Blanca van Anjou (1280-1310)         | Jacobus II van Aragón (1267-1327) ∞ Blanca van Anjou (1280-1310)         | Jacobus II van Aragón (1267-1327) ∞ Blanca van Anjou (1280-1310)          | Jacobus II van Aragón (1267-1327) ∞ Blanca van Anjou (1280-1310)          |
| Jacobus van Aragón                |                                                                      |                                                                      |                                                                         |                                                                         |                                                                          |                                                                          |                                                                           |                                                                           |